# Distretto di Mae Poen
Il distretto di Mae Poen (in thailandese: แม่เปิน) è un distretto (amphoe) della Thailandia, situato nella provincia di Nakhon Sawan.